# Slavsk
Slavsk (russisk: Славск; tr. Slavsk), indtil 1946 kendt som Heinrichswalde (tysk: Heinrichswalde; polsk: Jędrzychowo; litauisk: Gastos), er en by i Rusland. Byen ligger i Kaliningrad oblast, der er en russisk eksklave ved Østersøen mellem Polen og Litauen.
Slavsk ligger ca. 15 kilometer sydvest for byen Sovetsk og grænsen til Litauen og ca. 105 kilometer nordøst for byen Kaliningrad. Byen har et indbyggertal på 4.013 (2023) indbyggere. Den blev nævnt første gang i 1292 .